# Oude Maas
Oude Maas (Maasul vechi) este considerat un afluent al Rinului, el fiind influențat mult de maree. Cursul său are lungimea de 30 km, începe la Dordrecht și se termină la Vlaardingen la vărsare în Maas (Meuse), tronson care acum este o ramură din delta Rinului (Olanda).

Afluenți
Dordtsche Kil, Spui
Localități traversate
Dordrecht, Zwijndrecht, Puttershoek, Heerjansdam, Barendrecht, Heinenoord, Oud Beijerland, Potugaal, Hoogvliet, Spijkenisse